# هاریپال کاشیک
هاریپال کاشیک (انگلیسی: Haripal Kaushik; ۲ فوریهٔ ۱۹۳۴ – ۲۵ ژانویهٔ ۲۰۱۸) بازیکن هاکی روی چمن اهل هند بود.
وی در مسابقات کشوری و بین‌المللی در مجموع برندهٔ ۳ مدال طلا، ۱ مدال نقره شده‌است.